# Örebro HK
Der Örebro HK ist ein 1990 gegründeter schwedischer Eishockeyklub aus Örebro. Die Mannschaft spielt in der Svenska Hockeyligan und trägt ihre Heimspiele in der Behrn Arena aus.

## Geschichte
Der Klub wurde 1990 als HC Örebro 90 gegründet. Das Ziel des neu gegründeten Vereins war es Spieler, für denen es keinen Platz im Team des sportlich attraktiveren Örebro IK gab, das Eishockeyspielen in Örebro weiterhin zu ermöglichen. Nach dem Bankrott von Örebro IK 1999 wechselten eine Vielzahl an Spielern zum HC Örebro 90. Darunter auch Henrik Löwdahl, der bis heute das Trikot des Vereins trägt. Im gleichen Jahr stieg die Mannschaft in die Division 1, der dritthöchsten Eishockeyliga des Landes, auf. Nur zwei Spielzeiten später gelang der nächste Aufstieg in die Allsvenskan. Nach drei Saisons in der zweithöchsten Spielklasse folgte der Abstieg zurück in die Division 1. 2005 änderte man den Namen in Örebro HK (Örebro Hockeyklubb), welcher bis heute Bestand hat. Von 2009 bis 2013 trat die Mannschaft wieder in der zweitklassigen HockeyAllsvenskan an. Nachdem man in der Saison 2011/12 den Aufstieg, obwohl man Vorrundensieger wurde, noch verpasste, konnte dieser eine Saison später gesichert werden. Trotz eines enttäuschende Platz sechs nach der Hauptrunde wurde in der Kvalserien der Aufstieg perfekt gemacht. In der Saison 2013/14 wurde der Klassenerhalt, nach Rang 11 in der Vorrunde, in der Kvalserien gesichert.

## Zuschauerdurchschnitt

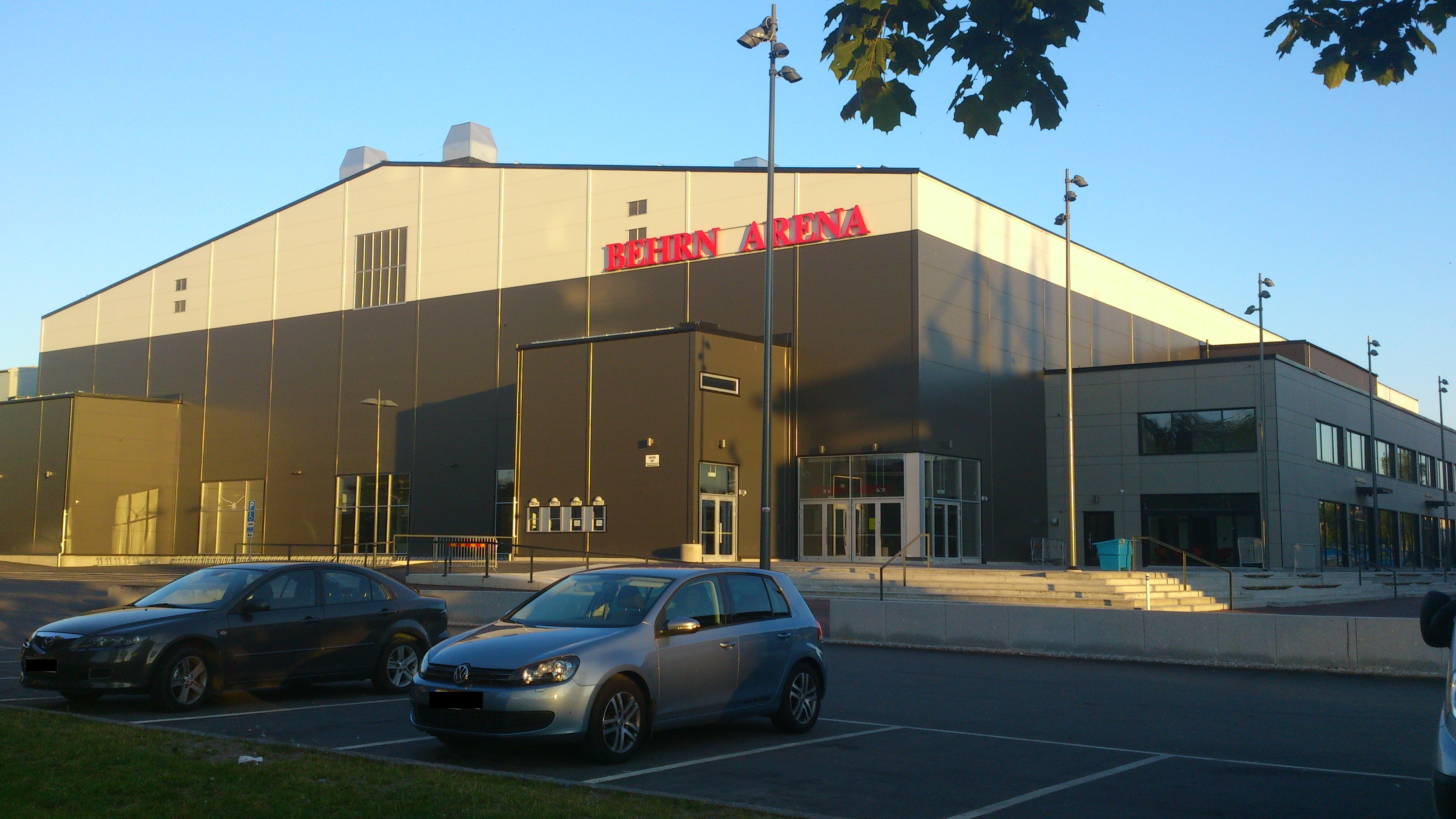
Die Behrn Arena, Heimspielstätte des Klubs

| Saison  | Hauptrunde | Qualifikationsspiele |
| ------- | ---------- | -------------------- |
| 2013/14 | 5.072      | 5.039                |
| 2012/13 | 3.618      | 4.547                |
| 2011/12 | 2.445      | 3.381                |
| 2010/11 | 2.163      | 2.849                |
| 2009/10 | 1.549      | −                    |
| 2008/09 | 756        | 2.601                |

## Bekannte ehemalige Spieler

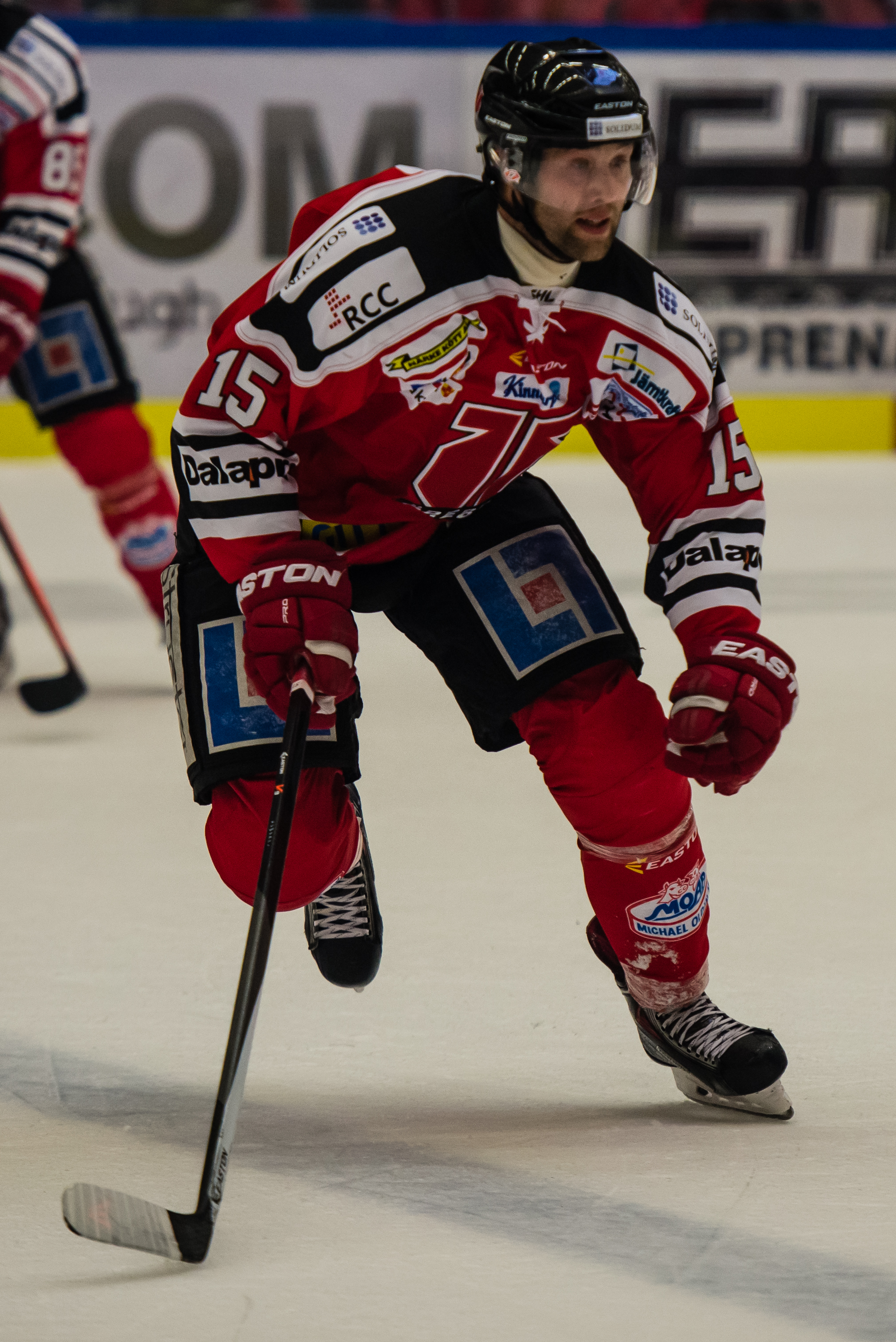
Henrik Löwdahl spielt seit 1999 beim Örebro HK und fungiert derzeit als Kapitän

| - Calle Bergström - Gordie Dwyer - Adrian Foster - Carl Gunnarsson | - Trevor Kidd - Henrik Löwdahl - Rastislav Pavlikovský | - Mason Raymond - Derek Ryan - Conny Strömberg |

### Gesperrte Trikotnummern
- #13 Björn Johansson 
Björn „Nalle“ Johansson war der erste Spieler aus Örebro, der in der NHL spielte. Er absolvierte 15 Spiele für die Cleveland Barons und stand anschließend zehn Jahre für den Örebro IK auf dem Eis.

## Vereinsrekorde

### Karriere
Stand: April 2014
|              | Anzahl | Name           |
| Tore         | 225    | Henrik Löwdahl |
| Assists      | 316    | Henrik Löwdahl |
| Punkte       | 541    | Henrik Löwdahl |
| Strafminuten | 382    | Jonas Almqvist |
| Spiele       | 489    | Henrik Löwdahl |
| Spielzeiten  | 16     | Henrik Löwdahl |

### Saison

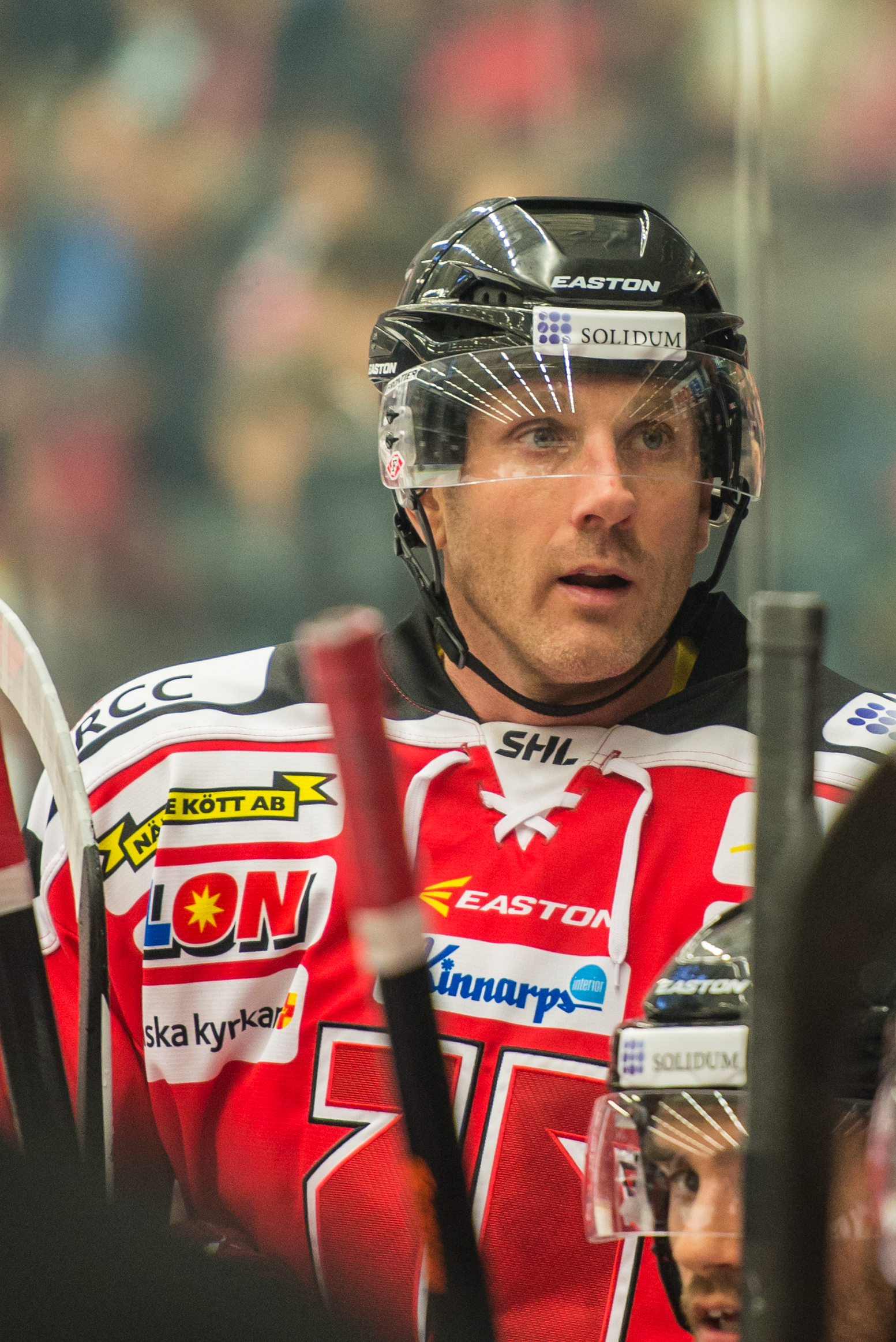
Conny Strömberg

|                       | Anzahl | Name                          | Saison  |
| Tore                  | 29     | Johan Wiklander               | 2011/12 |
| Assists               | 48     | Conny Strömberg               | 2011/12 |
| Punkte                | 64     | Conny Strömberg (18 T + 46 A) | 2009/10 |
| Strafminuten          | 132    | Nikos Tselios                 | 2007/08 |
| Tore (Verteidiger)    | 16     | Tomas Mitell                  | 2008/09 |
| Assists (Verteidiger) | 37     | Tomas Mitell                  | 2008/09 |
| Punkte (Verteidiger)  | 53     | Tomas Mitell (16 T + 37 A)    | 2008/09 |